# سياسة تايلاند
تُدار السياسة في تايلاند في إطار نظام ملكي دستوري، رئيس الوزراء هو رئيس الحكومة والملك الوراثي هو رئيس الدولة. والسلطة القضائية مستقلة عن السلطتين التنفيذية والتشريعية.
عقب الانقلاب الذي وقع في 22 مايو 2014، وإلغاء دستور عام 2007، تولت منظمة عسكرية تُدعى «المجلس الوطني للحفاظ على السلام والنظام» إدارة شؤون البلاد. ألغى قائد هذا المجلس الجمعية الوطنية وتولى مهام السلطة التشريعية. في ظل قانون الطوارئ المفروض في جميع أنحاء المملكة، كُلفت المحاكم العسكرية بالمسؤولية عن بعض القضايا التي كانت عادة تحت ولاية المحاكم المدنية. ومع ذلك، ظل النظام القضائي، بما في ذلك المحكمة الدستورية، قائمًا حتى في غياب الدستور. حُل المجلس الوطني للحفاظ على السلام والنظام رسميًا بعد أداء الحكومة الجديدة اليمين في 16 يوليو 2019.
حكمت مملكة سيام (المعروفة الآن باسم تايلاند) ملكية مطلقة. بعد الثورة السيامية في عام 1932، بقيادة البيروقراطيين الغربيين والجيش ذو التوجه التقليدي، أصبحت سيام رسميًا ملكية دستورية مع رئيس وزراء كرئيس للحكومة. صدر أول دستور مكتوب. أصبحت السياسة ساحة للقتال بين الفصائل القديمة والجديدة، والنخب، والبيروقراطيين، والجنرالات. حدثت الانقلابات من وقت لآخر، وغالبًا ما وقعت البلاد تحت حكم المجالس العسكرية. حتى الآن، كان لدى تايلاند 20 ميثاقًا ودستورًا، مما عكس درجة عالية من عدم الاستقرار السياسي. بعد الانقلابات الناجحة، ألغت الأنظمة العسكرية الدساتير القائمة وأصدرت مواثيق مؤقتة. وأصبحت المفاوضات بين السياسيين والبيروقراطيين وتجار النفوذ وقادة الشركات وضباط الجيش قوة دافعة في استعادة الاستقرار السياسي المؤقت.
صنفت وحدة استخبارات الإكونوميست تايلاند على أنها «ديمقراطية معيبة» في عام 2023.

## سياسة الدساتير
قبل ثورة 1932، لم يكن للمملكة دستور مكتوب. كان الملك هو مصدر كل القوانين ورئيس الحكومة. وفي عام 1932 صدر أول دستور مكتوب، وكان من المتوقع أن يكون الدليل الأكثر أهمية للمملكة. اعتُبرت الدساتير تقليديًا «رمزًا للديمقراطية» في تايلاند، على الرغم من إلغائها وتعديلها عدة مرات. ومع ذلك، عندما اندلعت النزاعات السياسية بين النخب، حدث الانقلاب العسكري الأول في عام 1933 وألغي أول دستور رسمي، ليحل محله دستور جديد.
لقد اعترفت كافة المواثيق والدساتير في تايلاند بمملكة موحدة ذات نظام ملكي دستوري، ولكن مع وجود توازنات مختلفة للغاية للقوى بين فروع الحكومة. نصت أغلب الحكومات التايلاندية على أنظمة برلمانية. ومع ذلك، فقد دعت العديد منها أيضًا إلى الدكتاتوريات، على سبيل المثال، دستور عام 1959. استخدِمت كل من البرلمانات أحادية المجلس والبرلمانات ثنائية المجلس، وكان أعضاء البرلمان منتخبين ومعينين. اختلفت الصلاحيات المباشرة للملك بشكل كبير عبر هذه الدساتير.
أقر «الدستور الشعبي» في تايلاند بنجاح في عام 1997 بعد أحداث مايو الدامية عام 1992. اعتبِر إنجازًا هامًا بسبب مستوى المشاركة العامة في صياغته، وكذلك الطابع الديمقراطي لبنوده. كانت الأدوات الدستورية غالبًا ما تُتهم بأنها جذر الاضطرابات السياسية، لكن دستور 1997 اعتُبر علامة فارقة. نصّ الدستور على وجود هيئة تشريعية ثنائية المجلس، يُنتخب من خلالها أعضاء كل من المجلسين. أقر الدستور صراحة العديد من الحقوق المدنية، ووضِعت التدابير اللازمة لزيادة استقرار الحكومات المنتخبة. ظهرت لأول مرة أجهزة جديدة تشرف على السلطة الإدارية مثل المحكمة الدستورية، والمحكمة الإدارية، ومكتب أمين المظالم. أصبحت هذه الأجهزة فيما بعد تشكل تهديدًا للسياسيين، وخاصة عندما أصبحت المعاملات المالية المتعلقة بتاكسين شيناواترا، أحد أكثر الساسة شعبية في تاريخ تايلاند، قضية مثيرة للجدل.
في أعقاب الانقلاب الذي قاده الجيش في 19 سبتمبر 2006، ألغي دستور عام 1997. حكم المجلس العسكري البلاد بالأحكام العرفية والمرسوم التنفيذي لأسابيع، حتى نشرت دستورًا مؤقتًا في 1 أكتوبر 2006. سمح الدستور المؤقت للمجلس العسكري بتعيين رئيس وزراء وهيئة تشريعية ولجنة لصياغة دستور دائم. أقيمت الانتخابات المحلية والبلدية كالمعتاد. في عام 2007 صدر الدستور الجديد في النهاية، وقال العديد من المنتقدين إنه «دستور مدعوم من المجلس العسكري». ألغي دستور عام 2007 مرة أخرى بعد انقلاب عسكري آخر في 22 مايو 2014. وفقًا لدستور 2017، أصبح النظام السياسي التايلاندي بأكمله تحت سيطرة الجيش، من خلال مجلس الشيوخ المعين وأيضًا من خلال هيئات رقابية يهيمن عليها العسكريون.
لا يتمتع ملك تايلاند بسلطة مباشرة بموجب الدستور، لكنه رمز للهوية الوطنية والوحدة. حظي الملك بوميبول -الذي تولى العرش منذ عام 1946 وحتى عام 2016ـ باحترام شعبي هائل وسلطة أخلاقية، استخدمها في بعض الأحيان لحل الأزمات السياسية التي هددت الاستقرار الوطني.

## الديمقراطية بعد عام 1932
كانت تايلاند مملكة تحت حكم ملكي مطلق لأكثر من سبعة قرون قبل عام 1932.                   
نتيجة للإمبريالية، بدأ الملوك إصلاحات طفيفة. كان الملك رئيسًا للحكومة، ويتشاور مع مستشاريه، وخاصة أقاربه. على الرغم من الإصلاحات الكبيرة التي حدثت في عهد راما الخامس، لم يكن هناك جمعية وطنية في المملكة. شغل رجال من الدم الملكي مناصب في الحكومة كوزراء. أصبح الوضع متوترًا بعد الحرب العالمية الأولى. أزعجت الأزمة الاقتصادية البلاد. بدأ جيل شاب من الطلاب والمثقفين الذين يدرسون في أوروبا في انتقاد حكومة التاج باعتبارها متخلفة وفاسدة وغير فعالة. في 24 يونيو 1932، استولت القوات في بانكوك على المباني الحكومية وبعض الوزراء الرئيسيين. اندلعت ثورة 1932. كان قادتها من البيروقراطيين والضباط العسكريين الشباب، وحثوا على الإصلاحات الوطنية، بما في ذلك أول دستور مكتوب. بعد التفاوض مع الملك وراما السابع ونخبة المملكة، حدثت تغييرات، مما أنهى الحكم المطلق للملك. ظل الملك رئيسًا للدولة، لكن الحكومة الدستورية حكمت البلاد برئاسة رئيس الوزراء. أجريت انتخابات عامة لإنشاء أول جمعية وطنية. كانت هذه الانتخابات هي الأولى التي سُمح فيها للنساء بالتصويت.
على الرغم من الجهود التي بذلها العديد من الديمقراطيين في الماضي، بما في ذلك بريدي بانوميونغ، فإن أسلوب الحكم الغربي الديمقراطي كان غريبًا على المملكة. زعم البعض أن سيام لم يكن لديها الوقت الكافي لتثقيف سكانها استعدادًا للتغيرات السياسية والصناعية والاقتصادية الغربية.
منذ أن أصبحت البلاد ملكية ديمقراطية دستورية على النمط الغربي في عام 1932، حكمت الحكومات العسكرية البلاد في أغلب الوقت. حدثت النزاعات والصراعات بين النخب القديمة والجديدة، والمدنيين، والسياسيين، والعسكريين بانتظام منذ عام 1932. حدث أول انقلاب عسكري نفذه الجناح العسكري الثوري نفسه في عام 1932. وأصبح الجيش أداة للاستقرار السياسي. تعرضت الحرية السياسية وحرية التعبير وحقوق الإنسان الأساسية للخطر بشكل كبير في الأشهر الثلاثة الأولى من القرن العشرين.
بسبب ضغوط الأحداث الخارجية أثناء حرب فيتنام، أصبحت السياسة في المملكة أكثر توترًا. عززت الحكومة العسكرية، بدعم من الولايات المتحدة، سيطرتها على السياسة في البلاد، في حين عارض المثقفون والطلاب اليساريون المجلس العسكري بشدة.
خاض الحزب الشيوعي التايلاندي كفاحًا مسلحًا في الريف في ستينيات القرن العشرين. اجتذبت الأفكار الشيوعية والراديكالية حفنة من المثقفين. نُظر إلى الحركة الشيوعية باعتبارها متوافقة مع حركات الاستقلال في بلدان الهند الصينية الأخرى، التي خاضت حربًا ضد الولايات المتحدة. ردًا على ذلك، شددت المجلس العسكري قبضتها.
أدت الانتفاضات التي قادها الطلاب في أكتوبر 1973 إلى رؤية جديدة لتحرير البلاد من الحكم العسكري لفترة قصيرة. حصلت وسائل الإعلام على مزيد من الحرية لانتقاد السياسيين والحكومات، في حين أصبحت الحركات الثورية والاشتراكية أكثر وضوحًا. أغلقت الحكومة المدنية الجديدة القواعد الأمريكية رسميًا وسط خوف من انتصار الشيوعيين في بلدان الهند الصينية في عام 1975. في عام 1976، نفذ الأدميرال سانجاد تشالوريو، قائد القوات المسلحة، مذبحة وانقلابًا أديا إلى تولي المناهضين المتشددين للشيوعية إلى السلطة وعكس هذه الإصلاحات.